# Macrocoma verschureni
Macrocoma verschureni é uma espécie de escaravelho de folha da República Democrática do Congo, descrito por Selman em 1972.